# Karl August Mayer
Karl August Mayer (* 8. Juli 1808 in Eisenberg (Pfalz); † 16. Oktober 1894 in Karlsruhe) war ein deutscher Lehrer, Gymnasialprofessor, Schuldirektor und Schriftsteller.

## Leben
Mayer wurde in Eisenberg geboren und war der Sohn des dortigen Hüttenwerkverwalters. Er wuchs im Hunsrück auf, da sein Vater ab 1810 wiederum als Verwalter der dort 1743 gegründeten Asbacher Hütten- und Hammerwerke der Montanunternehmerfamilie Stumm tätig war. Ab 1819 besuchte er das Gymnasium in Kreuznach und studierte ab 1827 auf Wunsch des Vaters zunächst Berg- und Hüttenwissenschaften an der Universität Heidelberg. Kurze Zeit später wechselte er allerdings zur Philologie. In Heidelberg hörte Mayer Vorlesungen des Historikers Friedrich Christoph Schlosser und wurde Mitglied einer Burschenschaft. Ab 1830 setzte er sein Studium in Bonn und später in Berlin fort. In der Folge war Mayer einige Jahre in Lausanne als Hauslehrer tätig, wo er seine Kenntnisse der französischen Sprache vervollkommnen konnte. Anschließend hielt er sich in Neapel auf. Aus seinen dort entstandenen Aufzeichnungen entstand später Mayers bekanntestes Buch Neapel und die Neapolitaner (1840/42). Dieses Werk stand im Gegensatz zu dem romantisierenden Italienbild, das in Deutschland bis dahin maßgeblich durch den Italienaufenthalt Goethes geprägt war, und beeindruckte durch seine zeitgemäße realistische Darstellung. 1835 legte er nach seiner Rückkehr nach Deutschland in Bonn das Staatsexamen ab und promovierte.
Ab 1836 war Mayer Realschullehrer in Elberfeld und Aachen. Pfingsten 1839 wechselte er nach Oldenburg, wo er am Alten Gymnasium, an der Brigade-Militärschule und an der Cäcilienschule unterrichtete. In Oldenburg hatte er auch Gelegenheit, sich umfangreich am gesellschaftlichen Leben der literarisch interessierten Oberschicht des Großherzogtums zu beteiligen und stand mit Schriftstellerkollegen wie etwa Julius Mosen, Adolf Stahr und Theodor von Kobbe in Kontakt. Zusammen mit Stahr gründete Mayer dann 1839 auch den Literarisch geselligen Verein, dem er bis 1851 angehörte. Daneben veröffentlichte er zahlreiche Aufsätze in Zeitschriften, so etwa in Kobbes Humoristischen Blättern, in Arnold Ruges Deutschen Jahrbüchern und in dem von Adelbert von Chamisso und Gustav Schwab herausgegebenen Deutschen Musenalmanach.
1851 verließ Mayer Oldenburg und wechselte im Tausch mit Adolf Laun an die Höhere Bürgerschule Mannheim. Hier veröffentlichte er eine Geschichte für das deutsche Volk. 1868 wurde Mayer dann Direktor des neugegründeten Humboldt-Gymnasiums Karlsruhe. 1873 trat er in den Ruhestand, widmete er sich nun gänzlich der Literatur und schrieb zwei mehrbändige Romane sowie einen Novellenkranz.

## Familie
Mayer war ab 1841 mit Juliane Gmelin (1817–1896) verheiratet, der Tochter des bekannten Chemikers Leopold Gmelin (1788–1853) und Luise geb. Maurer (1794–1863), der Schwester von Georg Ludwig von Maurer. Aus dieser Ehe entstammte der Sohn Adolf (1843–1942), der als Agrikulturchemiker und Pionier der Virologie hervortrat.

## Veröffentlichungen
- Neapel und die Neapolitaner oder Schriften aus Neapel in die Heimat. 2 Bde. Oldenburg. 1840–1841.
- Vaterländische Gedichte. 7 Hefte. Oldenburg. 1847–1851.
- Das Vaterland über Alles. Ein Ruf an die Deutschen. Oldenburg. 1848.
- Die Hunte. Ein Gedicht. (Langgedicht in 13 „Stationen“). Oldenburg 1851. Digitalisierung Landesbibliothek Oldenburg, Volltext
- Der französische Unterricht an höheren Schulanstalten. Oldenburg. 1851.
- Oldenburger Zustände im Handwerk um 1850. In: Die Grenzboten, 18. (j. 1852; Deutsche Geschichte für das deutsche Volk, Leipzig 1857–1858).
- Kaiser Heinrich IV. Berlin. 1862 (mit Autobiographie).
- Zwei tapfere Herzen. 2 Bde. Leipzig. 1876.
- Gedichte 1827–1878. Karlsruhe. 1895.

## Vertonungen
Einige Gedichte Mayers wurden von Komponisten seiner Zeit als Klavierlieder vertont, darunter von den heute noch bekannten Robert Franz und Carl Loewe. Eine detaillierte Übersicht der vertonten Gedichte und der Komponisten enthält die Webseite LiederNet Archive.